# Clinton Kane
Clinton Kane (* 16. November 1999) ist ein australisch-philippinischer Popmusiker. Bekannt ist er vor allem für seinen internationalen Hit I Guess I’m in Love aus dem Jahr 2021.

## Biografie
Clinton Kanes Vater stammt von den Philippinen, seine Mutter aus Norwegen und er selbst wuchs in Australien, Norwegen und Großbritannien auf. Als er 14 Jahre alt war, trennten sich seine Eltern. Er lebte danach mit zwei Brüdern bei der Mutter, einer Pastorin der Pfingstbewegung. Er brachte sich selbst Gitarre, Keyboard und Schlagzeug bei, anfänglich spielte er vor allem christliche Musik. Mit 16 fing er an, Videos ins Internet zu stellen, in denen er Songs von Interpreten wie James Arthur, Ed Sheeran und den Chainsmokers nachspielte.
Als er in eine Beziehungskrise geriet, in der er auch eine Panikattacke durchlitt, begann er, seine Erlebnisse und Gefühle zu verarbeiten, indem er eigene Songs schrieb. Daraus entstand 2019 seine Debüt-EP This Is What It Feels Like, mit der er erstmals auf sich aufmerksam machte. Der niederländische DJ und Musikproduzent Martin Garrix lud ihn daraufhin zu Aufnahmen für den gemeinsamen Song Drown ein, der 2020 ein kleinerer Charterfolg in Europa wurde.
Das US-amerikanische Label Columbia nahm ihn im selben Jahr unter Vertrag und er veröffentlichte eine Reihe weiterer Songs. Anfang 2021 hatte er seinen ersten eigenen Hit mit Chicken Tendies, mit dem er in den USA und in Großbritannien in die Charts kam. Erst später im Jahr folgte die nächste Single I Guess I’m in Love, die den Erfolg noch übertraf. Außer in USA und Großbritannien war er damit auch in einer Reihe weiterer europäischer Länder in den Charts, darunter Österreich und die Schweiz. In seiner ursprünglichen Heimat Australien erreichte er Platz 25 und Goldstatus.
Sein Debütalbum Maybe Someday It’ll All Be OK erschien im Juli 2022, aber es gelang ihm weder damit noch mit weiteren Songveröffentlichungen an den Erfolg anzuknüpfen.

## Diskografie
Alben
- This Is What It Feels Like (EP, 2019)
- Maybe Someday It’ll All Be OK (2022)
- And All I Loved, I Loved Alone (EP, 2023)

Lieder
- This Is What Anxiety Feels Like (2019)
- So I Don’t Let Me Down (2019)
- Drown / Martin Garrix featuring Clinton Kane (2020)
- Fix It to Break It (2020)
- I Don’t Want to Watch the World End with Someone Else (2020)
- Hopeless (2020)
- Remember the Mornings (2020)
- Change Ur Mind (mit Sarcastic Sounds & Claire Rosinkranz, 2021)
- Chicken Tendies (2021)
- I Guess I’m in Love (2021)
- Go to Hell (2021)
- Mexico (2022)
- Avo Toast (2022)
- Dancing All Alone (2023)
- Bittersweet (2023)
- Panic Attack (2023)

## Auszeichnungen für Musikverkäufe
| Goldene Schallplatte - Brasilien - 2023: für die Single Drown - Dänemark - 2023: für die Single I Guess I’m in Love - Neuseeland - 2024: für die Single Drown - Schweden - 2023: für die Single I Guess I’m in Love |

Anmerkung: Auszeichnungen in Ländern aus den Charttabellen bzw. Chartboxen sind in ebendiesen zu finden.
| Land/RegionAuszeichnungen für Musikverkäufe (Land/Region, Auszeichnungen, Verkäufe, Quellen) | Gold     | Platin  | Verkäufe  | Quellen              |
| -------------------------------------------------------------------------------------------- | -------- | ------- | --------- | -------------------- |
| Australien (ARIA)                                                                            | Gold1    | —       | 35.000    | aria.com.au          |
| Brasilien (PMB)                                                                              | Gold1    | —       | 20.000    | pro-musicabr.org.br  |
| Dänemark (IFPI)                                                                              | Gold1    | —       | 45.000    | ifpi.dk              |
| Neuseeland (RMNZ)                                                                            | Gold1    | —       | 15.000    | radioscope.co.nz     |
| Schweden (IFPI)                                                                              | Gold1    | —       | 40.000    | sverigetopplistan.se |
| Vereinigte Staaten (RIAA)                                                                    | Gold1    | Platin1 | 1.500.000 | riaa.com             |
| Vereinigtes Königreich (BPI)                                                                 | Gold1    | —       | 400.000   | bpi.co.uk            |
| Insgesamt                                                                                    | 7× Gold7 | Platin1 |           |                      |